# Icterus jamacaii
Icterus jamacaii là một loài chim trong họ Icteridae.
Loài chim này được được tìm thấy ở đông bắc Brazil. Đã từng được cho là trùng với loài Icterus Venezuela, nay loài nagy được chấp nhận như một loài riêng. Đây là một loài chim khá phổ biến và Liên minh Bảo tồn Thiên nhiên Quốc tế đã đánh giá nó như là một loài "ít quan tâm".